# کلیسای فرانک
کلیسای فرانک (ارمنی: Ֆրանկի եկեղեցի؛ ) یک کلیسا متعلق به کلیسای حواری ارمنی واقع در شهر پوراداشت، جمهوری خودمختار نخجوان جمهوری آذربایجان می‌باشد. ساخت و ساز این ساختمان در سده ۱۷ام میلادی؛ به پایان رسید. این بنا به سبک معماری ارمنی طراحی شده است.